# (4722) Agelaos
(4722) Agelaos (4271 T-3) – planetoida z grupy trojańczyków okrążająca Słońce w ciągu 11,93 lat w średniej odległości 5,22 j.a. Odkryta 16 października 1977 roku.